# Fondo Correio da Manhã
El fondo Correio da Manhã es un fondo del Archivo Nacional del Brasil, que reúne ítems del Correio da Manhã. Entre otros objetos, compendia 1.014.120 fotografías y 103 metros de documentos textuales, de 1901 a 1974, respectivamente las fechas de fundación y desaparición del periódico. El fondo fue donado al Archivo Nacional en 1982 por Fernando Gasparian, después de rematarlo en una subasta en 1975. En relación con el Correio da Manhã, fue dicho que: "Durante gran parte de su existencia, fue uno de los principales órganos de la prensa brasileña, destacándose como un periódico independiente, de tradición legalista y oposicionista en diversos momentos de la vida política del país".